# Parafia Chrystusa Sługi w Leszczydole-Nowinach
Parafia pw. Chrystusa Sługi w Leszczydole-Nowinach – parafia rzymskokatolicka należąca do dekanatu Wyszków, diecezji łomżyńskiej, metropolii białostockiej. 
Erygowana została w 1 grudnia 2001 roku przez biskupa Stanisława Stefanka, a 24 maja 2025 roku kościół został poświęcony przez bp Janusza Stepnowskiego. Jest prowadzona przez księży diecezjalnych.

## Zasięg parafii
Do parafii należą wierni z miejscowości Leszczydół-Nowiny.